# Federica Galli

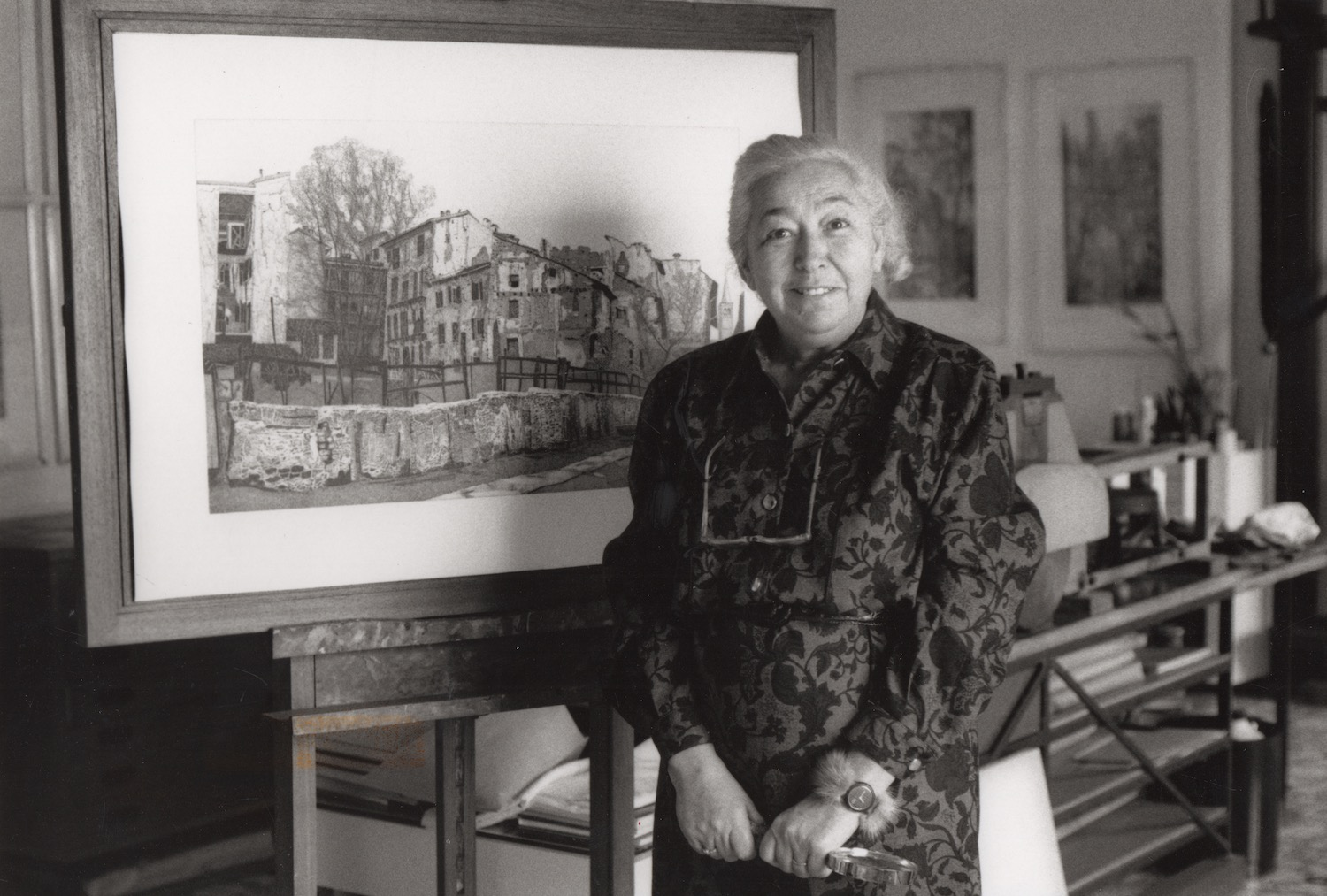
Federica Galli davanti ad una sua opera

Federica Galli (Soresina, 15 agosto 1932 – Milano, 6 febbraio 2009) è stata un'artista italiana, attiva soprattutto nell'incisione all'acquaforte.

## Biografia
Nel 1946, si iscrive al liceo artistico a Milano e nel 1950 all'Accademia di belle arti di Brera dove si diploma in pittura quattro anni dopo. Qui inizia a incidere (“Il paese dell'Alberta” del 1954 è la sua prima incisione) cimentandosi nell'acquaforte.
Sposatasi nel 1966 con il giornalista Giovanni Raimondi del «Corriere della Sera», inizia dei viaggi culturali che la portano nelle maggiori capitali europee e in paesi dalla tradizione incisoria meno radicata. Questo è anche l'anno in cui si convince che il mezzo tecnico con cui si esprime meglio è l'incisione.

## Attività artistica
La prima mostra è del 1960.
Viene invitata a esporre alla Fondazione Cini di Venezia (1987) con la raccolta dedicata alla città lagunare; al Museo Civico di Palazzo Te a Mantova (1987); al Castello Sforzesco di Milano (1988); negli Archivi Imperiali della Città Proibita, galleria Wang Fung, (1995).
Le sue opere sono presenti al Museo civico Ala Ponzone di Cremona, nella Collezione Bertarelli al Castello Sforzesco di Milano, nella Villa Reale di Monza, nella collezione della Biblioteca Ambrosiana, annessa all'omonima Pinacoteca, di Milano e al National Museum of Women in Art a Washington DC.
I paesaggi sono principalmente quelli della pianura lombarda. Le vedute sono quelle di Milano e Venezia.
Scopre l'incisione tramite una mostra su Rembrandt ad Amsterdam per  celebrare i 500 anni dalla scomparsa.
Nel corso degli anni ’60 decide di abbandonare definitivamente la pittura per dedicarsi in esclusiva al segno inciso, impegno che non tradirà mai.
In occasione del decennale dalla scomparsa (2019) il Comune di Milano ha iscritto il nome di Federica Galli al Famedio monumentale.

## Le tematiche

### Cascine lombarde
Le origini cremonesi la portano a rappresentare le tipiche architetture rurali lombarde, le prime cascine che rappresenta sono quelle della sua infanzia.

### Natura, Pianura Padana
Alla natura in generale la Galli ha dedicato decine di opere, sapendo cogliere luoghi inediti con sguardo nuovo, sebbene reali e precisi. Ha perlustrato le campagne e i boschi lombardi in lungo e in largo, soffermandosi sul sottobosco del parco Bosco di Pisani Dossi ad Albairate.

### La Signora degli Alberi

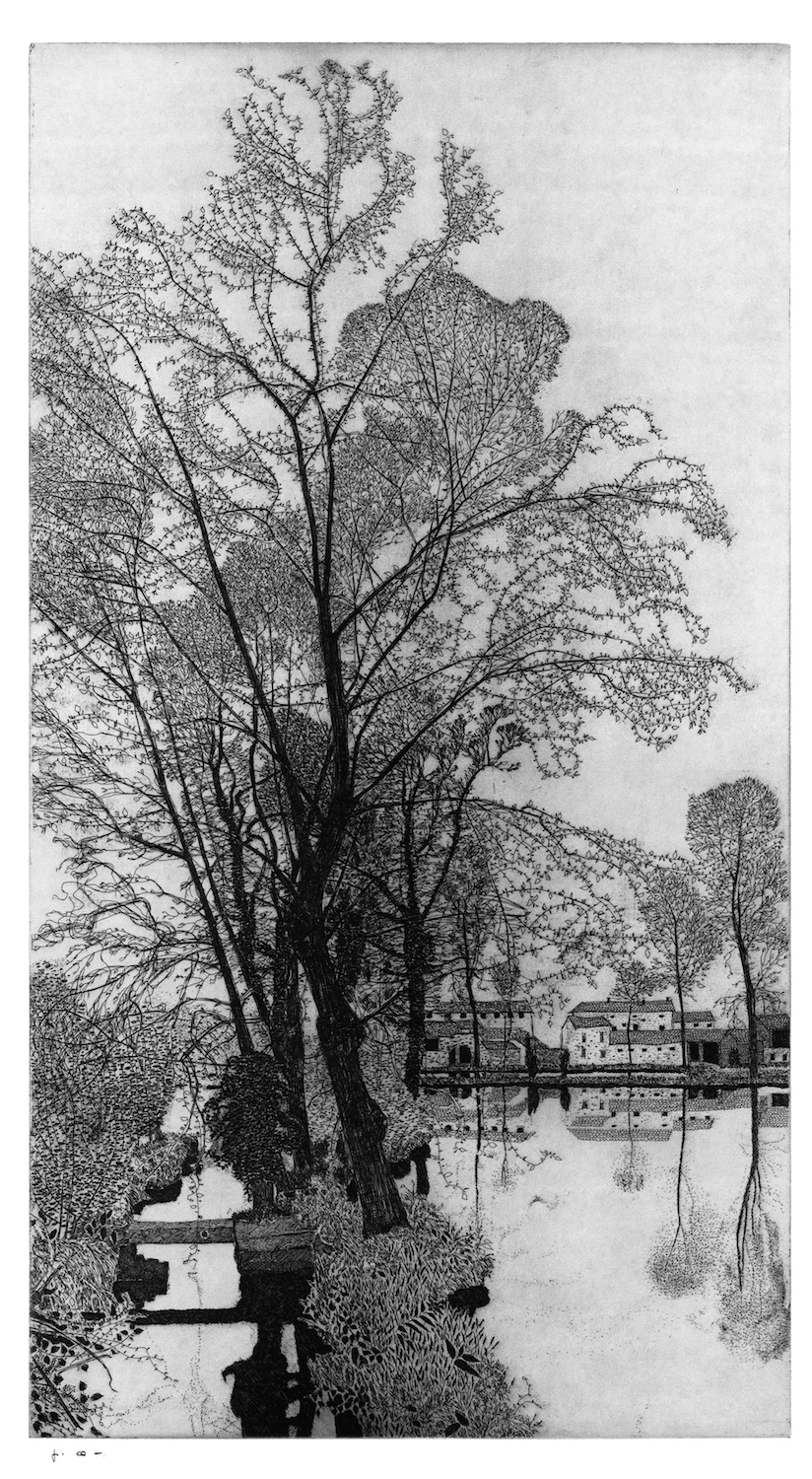
Cascina Santo Stefano, Galli 1983

Il tema per cui è più nota è quello dell’Albero, tanto che molti la ricordano come la Signora degli Alberi. Un ciclo già presente nelle prime acqueforti, ma sviluppato dal 1982 e che da quel momento scandisce la sua intera attività.
Un ciclo che vedrà quasi settanta opere dedicate. Oltre agli scritti sviluppati in passato, attualmente contiamo sulla competente penna di Tiziano Fratus per illustrarci aneddoti e storie sulle piante care alla Galli.

### Milano
La Galli arriva a Milano nel 1954.
Molte delle acqueforti di maggiore formato le incide specificatamente per la grande mostra allestita nelle sale del Castello Sforzesco di Milano, nel 1989.

### Vedute di Venezia
Nei primi anni ’80, compie due anni di sopralluoghi e altri due di  lavoro sulle matrici, lavorando en plein air. Realizza 39 Vedute di Venezia.
Nel 2000 il gallerista Oreste Bellinzona finanzia e pubblica il catalogo generale, e ne affida la cura a Marco Fragonara.

## Donazioni
Lascia il suo patrimonio artistico in eredità alla Fondazione che porta il suo nome. Questa conserva lettere, libri, documenti, oggetti e premi.
Inoltre, nella sede della Fondazione Federica Galli, ora in Palazzo Cicogna, in Via San Damiano, 2, Milano, sono conservati i dipinti e le sculture di maestri celebri della sua epoca, fra cui era uso scambiarsi opere.

## Nel Soroptimist
Nel 1984 è socia fondatrice del club Soroptimist International Milano alla Scala.

## Riconoscimenti
- Nel 1971 le è stato conferito l’Ambrogino d’Oro;
- Nel 1991 è stata proclamata Cittadina Benemerita;
- Nel 2010 le è stato conferito il titolo di Benefattore del Comune di Milano (ritirato dalla fondazione testamentaria Fondazione Federica Galli);
- Nel 2011 è stata inserita tra i 214 personaggi più significativi della storia italiana moderna, ritratti da Gianni Berengo Gardin;
- Nel 2018 il Comune di Milano ha deciso che il suo nome venga iscritto nel Famedio, all'interno del Cimitero Monumentale[4];
- Nel 2021 il Comune di Milano le intitola una via[5].